# Сусі Пуджіастуті
Це ім'я — індонезійське; тут «Сусі Пуджіастуті» — особисте ім'я, а прізвища у цієї людини немає.
Сусі Пуджіастуті (індонез. Susi Pudjiastuti; нар. 15 січня 1965) — індонезійська підприємиця та державна діячка, міністерка у справах водних ресурсів та рибальства Індонезії (з 2014 року). Власниця компанії з експорту морепродуктів PT ASI Pudjiastuti Marine Product, а також чартерної авіакомпанії PT ASI Pudjiastuti Aviation, більш відомої як Susi Air.

## Біографія
Сусі Пуджіастуті народилася 20 січня 1965 року в Пангандаране, Західна Ява. Її батьків звали Хаджі Ахмад Карлан (індонез. Haji Ahmad Karlan) та Хаджа Суву Ласміна (індонез. Hajjah Suwuh Lasminah). Вони займалися нерухомістю і торгівлею худобою. Сусі та її батьки — яванці, але виросли в оточенні сунданців.
Після закінчення середньої школи Сусі Пуджіастуті вступила до старшої школи SMA Negeri 1SMA Negeri 1 в Джокьякарті, звідки була виключена за участь в опозиційному до уряду Сухарто русі «голпут»«голпут» (індонез. golput, від індонез. golongan putih — біла група). Таким чином вона стала першим в історії Індонезії міністром, яка не завершила середню освіту.
У 1983 році Сусі Пуджіастуті почала кар'єру підприємиці, ставши дистриб'юторкою морепродуктів на рибному аукціоні в Пангандарані. У 1996 році вона заснувала власну компанію з видобутку морепродуктів PT ASI Pudjiastuti. Компанія досить швидко вийшла на міжнародні ринки, почавши експорт своїх товарів до країн Азії та Америки. Зростаючий попит на морепродукти змусив Сусі Пуджіастуті придбати для своєї компанії літак Cessna 208 Caravan; пізніше була придбана компанією друга «Sessna». Літаки PT ASI Pudjiastuti використовувалися для швидкої доставки морепродуктів територією Індонезії, а також до Сінгапуру, Гонконгу та Японії. У 2004 році, після руйнівного цунамі в Індійському океані, на них здійснювалися поставки продовольства та іншої допомоги жертвам цунамі. Успіх цієї гуманітарної місії дозволив Сусі Пуджіастуті вийти на ринок авіаперевезень. У тому ж 2004 році вона заснувала авіакомпанію Susi Air, яка спочатку займалася перевезенням гуманітарних вантажів до Ачех, потім, після придбання нових повітряних суден, почала здійснювати рейси на Калімантан і в Папуа. Нині Susi Air є найбільшим в Південно-Східній Азії оператором літаків «Sessna» і одним з найбільших регіональних авіаперевізників Індонезії.
26 жовтня 2014 року президент Джоко Відодо призначив Сусі Пуджіастуті міністеркою в справах водних ресурсів та рибальства до свого Робочого кабінету. Після призначення на цю посаду вона залишила керівництво PT ASI Pudjiastuti і Susi Air.
16 вересня 2016 року Всесвітній фонд природи (WWF) нагородив її премією «Лідери за живу планету». Це визнання її зусиль на посаді міністра морських справ і рибальства, спрямованих на сприяння сталому розвитку індонезійського рибного господарства та збереженню морської екосистеми, а також її жорстку боротьбу з незаконним виловом риби в індонезійських водах.
Згідно з дослідженням, опублікованим у журналі Nature Ecology & Evolution, агресивна політика Сусі щодо боротьби з нелегальним рибальством «зменшила загальне рибальське навантаження щонайменше на 25 %, (…) [потенційно] призвела до збільшення улову на 14 % і прибутку на 12 %».

## Особисте життя
Першим чоловіком Сусі Пуджіастурі був швейцарець Даніель Кайзер. Від цього шлюбу вона має двох дітей — Панджі Хілманшья (індонез. Panji Hilmansyah) та Надін Кайзер (індонез. Nadine Kaiser).
В даний час одружена з Крістіаном фон Стромбеком (нім. Christian Von Strombeck) — німецьким льотчиком і головним операційним директором Susi Air. У шлюбі одна дитина — Алві Ксавьє (індонез. Alvy Xavier).